# Thrill Drive
Thrill Drive（スリルドライブ）是日本科樂美 (KONAMI) 公司推出的賽車競速遊戲，於1998年首度推出，並於2001年及2005年推出第二和第三代作品，及後的第四代以「Crazy Street」於2007年在北美推出，日本版至今都沒風聲。該遊戲只發行過街機版本，並未移植至家用遊戲機或電腦平台上。
這款遊戲支援最多四人連線比賽，玩家需在限時內走完指定路段，每經一個檢查點可獲得加時。與不少賽車遊戲不同的地方，在於遊戲使用了現實的馬路作為賽道，玩家除了要競速之餘，還需避開路面的車輛、衝燈等，除了考驗駕駛技術之外，還有玩家的膽量、智力、反應等。一不小心，便會出現嚴重意外。途中在一定的場合會有警車的攔截，不過觸碰時不會增加賠償金及發生嚴重意外。
此外還有天氣系統，初代遊戲時開始是晴天，之後會因車禍而變天。二代依據不同的賽道會有不同的天氣，不像前作一開始都是晴天，但在遊玩時天氣一般是固定的，不再因車禍而變天。三代在選擇賽道時能選擇三種天氣，其中一個天氣會阻礙玩家的視線。
排行不僅是競速，甚至有「WORST PLAYER RANKING」（爛玩家排行），若損害賠償額高有可能會入榜。
三代時增加了在撞車的同時會引起駕駛座椅振盪，因此加設了安全帶供玩家佩帶，若沒系上安全帶是無法享有這效果，此外也增加違規罰點，只要違反交通規則就會增點數。
玩家可做出一些特別指令來遊玩一些隱藏模式，包括鏡子賽道、特別天氣和隱藏車輛。